# Acronicta persica
Acronicta persica là một loài bướm đêm trong họ Noctuidae.